# トッド・マリノビッチ
トッド・マリノヴィッチ（Marvin Scott Marinovich、1969年7月4日 - ）は元NFLのクォーターバックで、カナディアン・フットボール・リーグやアリーナフットボールリーグでも同ポジションを務めた。父親による幼少からの英才教育により才能を開花させるも薬物依存症になってしまった過去を持つ。現在は画家として作品を発表している。

## 経歴

### 父親の夢
元々出生名はマービン・スコット(Marvin Scott)であったが後に母親によってトッド・マービン(Todd Marvin)へと名前を変えられる。カリフォルニア州のサンレアンドロに生まれる。父親のマーブ・マリノビッチ（en:Marv Marinovich）は名門南カリフォルニア大学(USC)トロージャンズでキャプテンを務め、1963年のローズボウルに出場した経験を持ち、NFLでもプレーした人物であり、母親も高校で水泳選手であった。また、母親の兄弟のクレイグ・ファーティグはUSCのスタークォーターバックであったなどスポーツ一家の家柄である。
父親のマーブは大学卒業後1962年にロサンゼルス・ラムズ)にドラフト12巡目で指名され、当時まだ存在したAFLのオークランド・レイダースにも指名された。しかしパッとした活躍ができず3年でプロキャリアを終えてしまい、その後はトレーナーへと活動の場を移す。当時は冷戦下であり、ソ連をはじめとする東側諸国はスポーツ大会で好成績を収めていた。そこに注目したマーブは東側流の筋力トレーニングを研究するようになる。そこに目をつけたレイダースのGMアル・デイビスによって筋力トレーニングのコーチとして採用される。その後もMLBのセントルイス・カージナルスでコーチとして経験を積んだ。十分に経験を積んだマーブは自身の技術を息子に注ぎ込むべくニューポートビーチへ引っ越し、トレーニング施設を開き、自身の果たせなかったNFLで活躍するという夢を実現させるべく徹底した英才教育をトッドに施し始める。まずは妊娠中の妻に塩、アルコール、タバコ等の摂取を禁じ、生まれてすぐのトッドには新鮮な果物や野菜、生乳のみを与えて育てた。

### 高校での活躍
父親の徹底したトレーニングにより高校進学時には最強のクォーターバックへと成長していた。進学した高校はカトリック系の私立マター・デイ高校で、NFLで活躍するマット・ライナートやマット・バークレーなどを輩出している名門校である。1年生で学校代表選手に選ばれ、1年生時と2年生時合わせて約4,400ヤードを投げ、34のタッチダウンを決めたのにもかかわらず両親の離婚により公立高校のカピストラーノバレー高校へと転校することになってしまう。しかし転校しても成績は衰えず、3年生時には2,477ヤードを投げ、高校時代の通算成績は9,914ヤードで全米高校記録を更新した。
父親によるユニークな英才教育はメディアの関心を寄せ、雑誌などへの露出が増え始め、1988年の2月にはスポーツ・イラストレイテッド誌でも取り上げられた。
高校時の父親のトレーニングは食事にも及び、徹底して管理されていたため、ビッグマックやオレオさえ口にしたことはなかった。ろくに遊びもせず、ただ毎日のようにフットボールを学ぶ日々は後に大きな問題の引き金となってしまう。

### カレッジでのキャリア
父親と同じUSCに進学したマリノビッチはここで初めて自由というものを味わった。進学に合わせて寮生活に入ったからである。遊びを知らないトッドは薬物に手を出すようになってしまう。それでも目覚ましい活躍を見せ、1989年には9勝2敗1引き分けの成績でトロージャンズをパシフィック10カンファレンス（現パシフィック12カンファレンス）優勝に導き、年明けの1990年ローズボウルでミシガン大学を破って優勝する。このシーズンにはUPI通信社とスポーティング・ニュース誌から1989年度最優秀新入生に選出されている。1990年には、退学しNFLへ行くのではという憶測が飛び交う中、ハイズマン賞の筆頭候補と目されていた。しかしながら、ヘッドコーチのラリー・スミスに授業をかなりの数出席していないということが知られてしまいアリゾナ大学との試合には出場させなかったため試合は散々な結果であった。また、サンボウルの全米中継でスミスに怒鳴るなど、ヘッドコーチとの仲は最悪であったが、スミスの娘とは懇意にしていた。その後コカインの不法所持で逮捕され退学、NFLのドラフトへ進むこととなる。

### プロでのキャリア

#### NFL
1991年のドラフトにて一巡目全体で24番目でロサンゼルス・レイダースに指名される。多少の問題を抱えるマリノビッチではあったがそれを知りつつも指名した経緯には1989年シーズン以降の成績低迷を立て直したいというレイダースの思いがあったと思われる。また、後述のドキュメンタリーでは不良然としたマリノビッチの雰囲気がオークランドという土地のそれと似ていたため指名されたという証言も聞かれる。いずれにせよ1巡指名というのは後に数々の偉大な記録を立てることになる同期のブレット・ファーヴよりも早い指名であり、3年で225万ドルという契約内容でレイダースに入団する。NFLでの初出場は1991年のプレシーズンでダラス・カウボーイズとの試合であった。4クォーター目でジェイ・シュローダーに代わって出場、控えQBながらタッチダウンを決める活躍を見せる。1991年シーズンでは先発はシュローダーが務めていたが、最終週前にカンザスシティ・チーフスとの試合で怪我により第2QBのビンス・エバンズではなく、マリノビッチへと交代、23パスを通し243ヤードを獲得した。ワイルドカードでプレーオフ出場を決めるも、チーフスとの試合では140ヤード獲得のみで、4つのインターセプトを出してしまい10対6で敗退した。プロになってからは更に生活が荒れ、練習もろくにせず巨額の契約金は毎日遊びまわるために使われた。プレーオフでの敗退には練習不足による体力の低下があったと思われる。
翌1992年シーズンはシュローダーに代わって先発を務めるようになる。しかし開幕4連敗と絶不調であった。このシーズンでの数少ない勝利は10月11日のサンデーナイト、バッファロー・ビルズとの試合でもたらされた。11パスを通し、188ヤードを獲得しタッチダウンも2つ決め20対3で勝利した。10月18日のシアトル・シーホークス戦でコーテス・ケネディにサックされた際、左膝を捻挫して控室に下がった。11月8日のフィラデルフィア・イーグルスとの試合で3つのインターセプトを出してしまうなど。不調なのは明らかであった。シュローダーが回復するとそれ以降レイダースはおろか、NFLで一度もプレーする機会はなかった。
レイダース入団以降、薬物への依存は強くなってしまい、マリファナに始まり、試合前にはアンフェタミンを摂取するなど明らかなドーピング行為もしていた。また、大学時にはコカインの不法所持で逮捕されたことがあったのでNFLから定期的に検査を要求されていたが、チームメイトの尿を提出するなどしてパスしていた。しかし、酒を大量に飲んだチームメイトの尿をたびたび提出してしまっていたので結局治療施設で45日を過ごすことになる。また、1992年からはLSDへも手を出すようになる。摂取の理由は検査で検出できないからであった。しかし1993年シーズン前のトレーニングキャンプ中に3度目の検査でマリファナの陽性反応が出てしまい、1993年シーズンの出場は禁止された。
1994年には出場禁止が解け、ピッツバーグ・スティーラーズが控えQBとして獲得する意思を示し、トレーニングキャンプに招待していたが、ニール・オドネル、マイク・トムザックに加えてドラフト6巡でジム・ミラーを獲得したため、契約には至らなかった。

#### CFL
1994年5月28日、CFLのウィニペグ・ブルーボマーズへと入団した。しかしトレーニング中にひざを故障してしまう。その療養中に高校の同級生がヘロインを持ってきた。その後すぐに薬物の不法所持で逮捕され、3か月を刑務所で過ごす。
1999年の4月にはサンディエゴ・チャージャーズとシカゴ・ベアーズが獲得する意思を示していたが椎間板ヘルニアにより身体検査をパスできず、NFLには戻ることはかなわなかった。そのためブリティッシュ・コロンビア・ライオンズに控えQBとして入団することになる。この頃からコカインとヘロインの摂取量が多くなってしまい、オフの日はほとんどを薬物の摂取に費やしていた。また試合のハーフタイムにはパイプでクラック・コカインを摂取するまでになってしまい、粗悪なガラスパイプを使用して摂取していたため手を切るなどしてしまっていたが、ばれないようにと自分で絆創膏を貼っていた。その後、チームからは残るように言われていたが自らチームを去る。

#### アリーナフットボール
2000年にはロサンゼルスに帰ってきた。深刻な薬物依存は治っておらず薬物を購入する金がなかったためアリーナフットボールリーグのロサンゼルス・アベンジャーズへと入団する。入団にあたって周りには自分は改心したなどと言っていたがそれは金を得るためのリップサービスであった。
薬物の摂取による深刻な離脱状態であったにもかかわらず1試合で10のタッチダウンを決めるなど、腕は全くと言ってよい程鈍っておらず、選抜ルーキーチームにも選ばれた。しかし、その後契約金を受け取ったその日にヘロインを購入しているところを逮捕されチームから解雇される。

## プロ以降
2004年に禁止された場所でスケートボードをしていたことで逮捕されてしまい、その場でメタンフェタミンと注射器を所持していることも見つかってしまった。運よく保護観察処分となるも翌2005年には保護観察に違反したとしてふたたび逮捕されるもリハビリ施設に入所することで刑務所への収監は免れた。翌年にかけて施設に入ったり出たりを繰り返す。
2007年には再び薬物の不法所持と公務執行妨害で逮捕されてしまう。さすがに深刻な事態だと警察から判断され、専門医のもとで本格的なセラピーが開始される。
その後は複数のパートタイムの仕事を掛け持ちし、船についたフジツボを取る仕事や、プライベートのフットボールコーチなどをしていた。また、きちんとリハビリ施設の集団ミーティングに参加していた。そんな折に絵と出合い、個人の住居に壁画を描く仕事もしていた。
最近は母校であるUSCのフットボールチームの公開練習に時折顔を出しているようである。
2015年現在もカリフォルニアに住んでおり、画家として活動している。
その、数奇とも壮絶ともいえるマリノビッチの半生を描いたESPNのドキュメンタリー番組が、2011年のハイズマン賞発表に合わせてMarinovich Projectという題でアメリカで放送された。日本でもJ SPORTSのThe REALという番組内で「マリノビッチ・プロジェクト」の題で放送された。
2016年8月22日、カリフォルニア州アーバインの住宅の裏庭で全裸で薬物を所持していた廉で逮捕された。警察当局によれば、住宅の窓を開けて不法侵入を試みていたということで、禁止薬物、薬物吸引器具やマリファナの所持も確認されたという。その後の検査の結果禁止薬物はメタンフェタミンであると判明した。裁判の結果90日の収監を宣告されたが、薬物依存のリハビリに成功し、36か月連続で問題行動を起こさなければ収監は免れるという。